# Justicia silvicola
Justicia silvicola är en akantusväxtart som beskrevs av D.N. Gibson. Justicia silvicola ingår i släktet Justicia och familjen akantusväxter. Inga underarter finns listade i Catalogue of Life.